# Inkscape
Inkscape (Инкскейп) е свободен приложен софтуер, редактор за векторна графика, удобен за създаване както на художествени, така и на технически илюстрации (дори за използване като CAD система с общо предназначение). Това се постига благодарение на открития формат SVG, развиван от консорциума W3C. Форматът SVG позволява да се създават илюстрации от различен тип, в това число и анимирани. Доколкото SVG е базиран на езика XML, към него могат да се пишат разширения, което широко се използва от потребителите на Inkscape. Програмата се разпространява под лиценза GNU General Public License.

## История
Няколко програмисти и дизайнери, ползващи Sodipodi, били недоволни от условията за разработка на редактора за векторна графика. Не желаейки да сменят придобитите си навици, те организират нов проект, който нарекли Inkscape. До този момент в Linux са се ползвали основно два редактора за векторна графика – Sodipodi и SKetch, преименуван по-късно като Skencil. От този момент разработката на Sodipodi и Skencil реално се прекратява. Inkscape става най-популярният свободен редактор в своята област.

### Собствен формат на документите
- основан на SVG v1.1, съдържа ред разширения увеличаващи функционалността на програмата;
- документите на Inkscape SVG могат да се съхраняват като Plain SVG с възможност да се изменят някои елементи, които в оригиналния SVG не са възможни, например контурите;
- документите могат да се съхраняват и в компресиран вид посредством алгоритъма за компресация gzip;
- използване на група SVG като слоеве, преместване на документите между слоевете.

### Поддържани формати на документите
- Импорт: SVG, SVGZ, EMF, EPS, PostScript, PDF, AI (9.0 и по-нови), Dia, Sketch, PNG, TIFF, JPEG, XPM, GIF, BMP, WMF, WPG, GGR, ANI, ICO, CUR, PCX, PNM, RAS, TGA, WBMP, XBM, XPM.
- Експорт: PNG, SVG, EPS, PostScript, PDF 1.4 (с полупрозрачност), Dia, AI, Sketch, POV-Ray, LaTeX, OpenDocument Draw, GPL, EMF, POV, DXF.

## Справочна информация
- Ръководство за ползване на Inkscape. На английски и френски език.[4] Готви се превод на руски език.
- Уроци. Разработчиците на Inkscape достигат до извода, че най-простият начин да се научат ползвателите на елементарна работа с програмата, е да се напишат няколко урока. Всички уроци са преведени на руски език. Те се зареждат от менюто „Справка“ като файлове във формат SVG, в които може да се рисува направо на полетата с текст и графики. Електронна версия в HTML има на сайта на програмата.[5]
- Разработка на разширенията. Справочна информация за пишещите разширения към програмата има в уикито на сайта на Inkscape[6] (раздел Developer Documentation).
- Разпределителен списък. Достъпни са разпределителен списък за ползвателите заедно с архив Архив на оригинала от 2013-02-08 в Wayback Machine.. На съответната страница на сайта на програмата са показани всички разпределителни списъци. За търсене в архива се препоръчва използването на gmane.org Архив на оригинала от 2003-12-19 в Wayback Machine..
- Уики с документация за Inkscape на немски Архив на оригинала от 2010-03-18 в Wayback Machine..
- Още една книга, излязла през 2007 г. на френски език. Представена през май 2007 в гр. Монреал на конференцията Libre Graphics Meeting. Има допълнено и подобрено второ издание.
- Учебник на руски език «ПО для обработки и редактирования векторной графики Inkscape» Архив на оригинала от 2011-10-05 в Wayback Machine. (автор Ю. П. Немчанинова. Москва, 2008; pdf Архив на оригинала от 2011-09-15 в Wayback Machine.).